# Польчи (языки)
Польчи (также барава, польчи, пальчи; англ. barawa, polci, palchi, palci, polchi) — языковой кластер в составе группы южные баучи западночадской ветви чадской семьи. Основная территория распространения — штат Баучи в центральной Нигерии. В кластер входят языки/диалекты зул, барам, дир, були, лангас и польчи. Письменность на основе латинского алфавита.
Численность носителей идиомов кластера польчи составляет около 22 000 человек (1995).

## Классификация

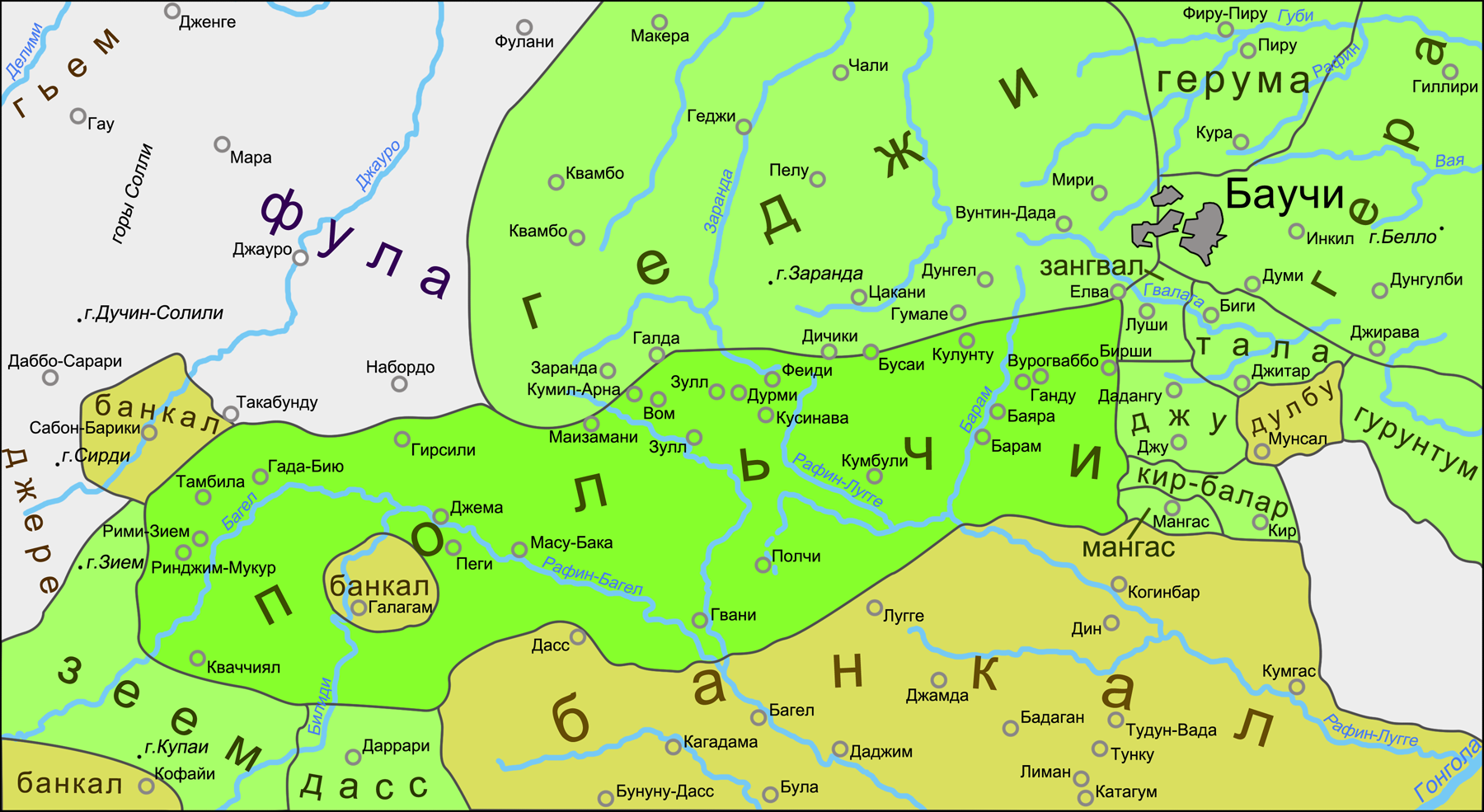
Ареал языков/диалектов польчи

Согласно классификации чадских языков, представленной в справочнике языков мира Ethnologue, кластер языков/диалектов польчи включается в подгруппу заар группы B3 подветви B западночадской ветви. В составе кластера отмечаются идиомы зул, барам, дир, були, лангас и польци (или польги).
По классификации, опубликованной в работах британского лингвиста Роджера Бленча, кластер польчи, включающий идиомы зул, барам, дир, були, лангас, лури и польчи (или пальчи), входит в кластер барава группы заар подветви B западночадской ветви.
В классификациях чадских языков, опубликованных в работе С. А. Бурлак и С. А. Старостина «Сравнительно-историческое языкознание» и в статье В. Я. Порхомовского «Чадские языки» (лингвистический энциклопедический словарь), язык польчи (или барава) включается в группу южные баучи подветви баучи-баде.
В классификации чешского лингвиста Вацлава Блажека кластер польчи (или пальчи) отнесён к подгруппе с кластерами заар, дас, зеем, геджи, которая в свою очередь входит в группу южные баучи.
В исследованиях по чадским языка отсутствует единая точка зрения на статус идиомов польчи.
Так, например, в справочнике Ethnologue они рассматриваются как диалекты одного языка, а в работе Bernard Caron они описываются как самостоятельные языки.

### Социолингвистические сведения
Языковой статус языков/диалектов польчи, согласно данным «Атласа языков мира, находящихся под угрозой исчезновения» ЮНЕСКО, определяется как «уязвимый».
По данным сайта Joshua Project численность носителей языков польчи составляет 30 000 человек (2016).